# Domenico Rivera

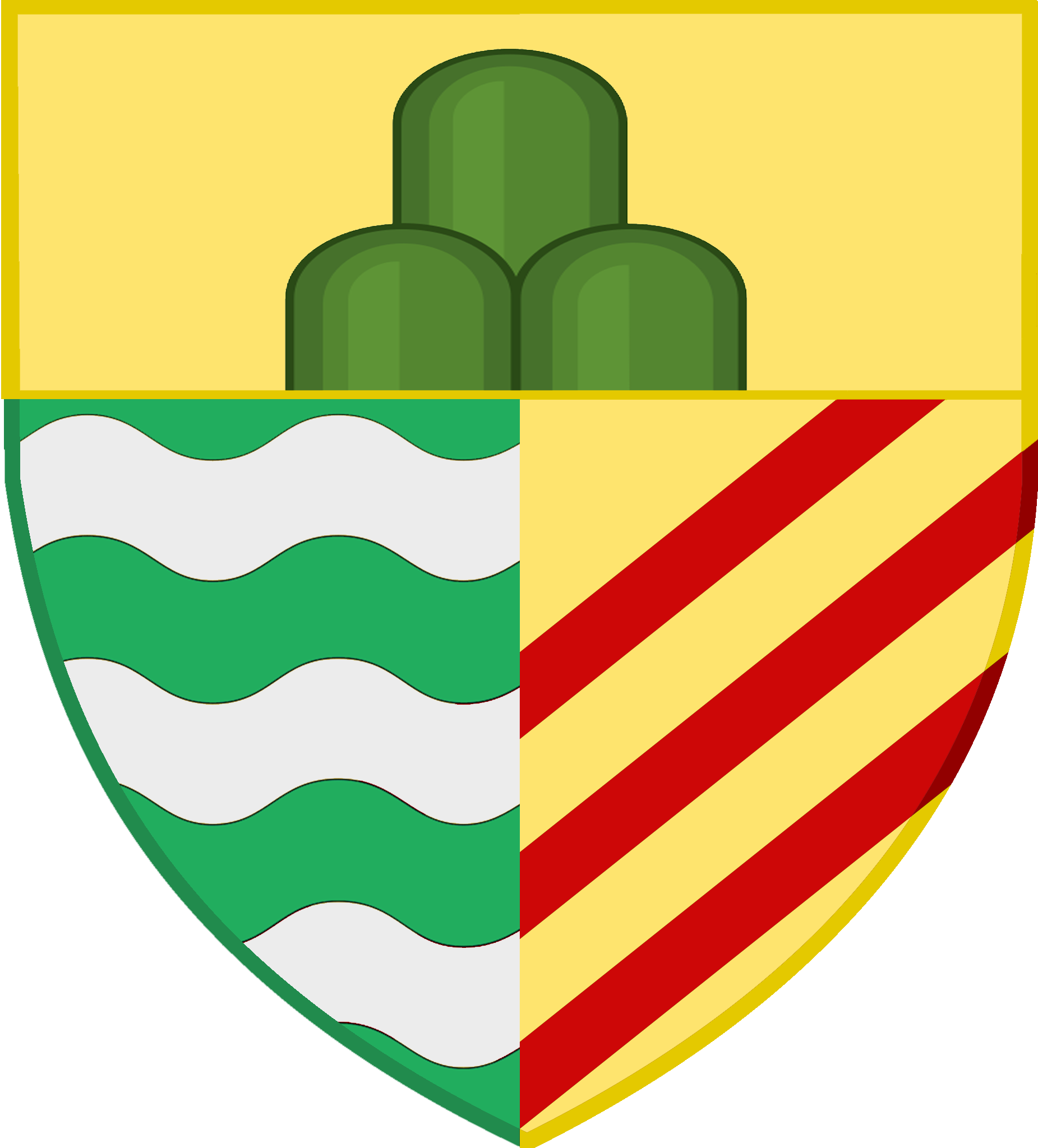
Stemma della famiglia Rivera

Domenico Rivera o Riviera (Urbino, 3 dicembre 1671 – Roma, 2 novembre 1752) è stato un cardinale, letterato e diplomatico italiano.

## Biografia
Proveniente dalla famiglia Rivera, originaria dell'Aquila, era figlio di Giovanni Carlo Rivera e di Cinzia Fazzini. Compì i suoi studi in un collegio di Bologna e quindi all'Università di Urbino.
Trasferitosi a Roma compì alcune missioni diplomatiche per conto della Santa Sede.
Divenne segretario della Sacra Congregazione delle Acque e segretario della Sacra Consulta.
Prima del 18 aprile 1704 fu fatto canonico di San Giovanni in Laterano.
Papa Clemente XII, nel concistoro del 2 marzo 1733 lo creò cardinale, il 13 aprile dello stesso anno ricevette il titolo di cardinale presbitero dei Santi Quirico e Giulitta ed il 21 aprile successivo prese possesso del titolo.
Fu quindi Prefetto della Sacra Congregazione dei Confini e poi di quella del Buon Governo. Nel 1741 optò per il titolo cardinalizio dei Santi XII Apostoli.
Dal gennaio 1745 al gennaio del 1746 fu Camerlengo del Sacro Collegio.
Legato alla famiglia Albani, fu nominato "cardinale protettore" di San Marino dai suoi abitanti per il ruolo avuto durante l'occupazione alberoniana, come ulteriore segno di gratitudine, su iniziativa dell'abate sammarinese Marino Zampini, gli fu donato un dipinto raffigurante San Marino che risolleva la sua Repubblica, realizzato 1740 dal pittore Pompeo Batoni.
Alla sua morte la salma venne tumulata nella basilica dei Santi Apostoli a Roma.
Durante il suo cardinalato partecipò ad un solo conclave quello del 1740, che elesse papa Benedetto XIV.
Una parte della sua corrispondenza passiva si conserva nel manoscritto Vat. lat. 14 199.